# Gauliga Bayern
Gauliga Bayern byla jedna z mnoha skupin Gauligy, nejvyšší fotbalové soutěže na území Německa v letech 1933 – 1945. Gauliga byla vytvořena v roce 1933 na popud nacistického vedení. Pořádala se na území Bavorska. Vítězové jednotlivých skupin Gauligy postupovali do celostátní soutěže, která trvala necelý měsíc, v níž se kluby utkávaly vyřazovacím způsobem.
Zanikla v roce 1945 po pádu nacistického Německa. Po jeho zániku bylo území Gauligy Bayern začleněno pod Oberligu Süd.

## Nejlepší kluby v historii - podle počtu titulů
Zdroj: 
| Vítězové nejvyšší ligové soutěže |        |                                                  |
| Klub                             | Tituly | Vítězné ročníky                                  |
| 1. FC Norimberk                  | 7      | 1934, 1936, 1937, 1938, 1940, 1943 (N), 1944 (N) |
| 1. FC Schweinfurt 05             | 2      | 1939, 1942                                       |
| TSV 1860 München                 | 2      | 1941, 1943 (S)                                   |
| SpVgg Fürth                      | 1      | 1935                                             |
| FC Bayern Mnichov                | 1      | 1944 (S)                                         |

## Vítězové jednotlivých ročníků

### Gauliga Bayern (1933 – 1942)
Zdroj: 
| Gauliga Bayern (1933 – 1942) |                          |                                 |                 |
| Ročník                       | Vítěz Gauligy            | Umístění v německém mistrovství | Německý mistr   |
| 1933 – 1934                  | 1. FC Norimberk (1)      | Finále                          | FC Schalke 04   |
| 1934 – 1935                  | SpVgg Fürth (1)          | Skupina D (2. místo)            | FC Schalke 04   |
| 1935 – 1936                  | 1. FC Norimberk (2)      | Vítěz                           | 1. FC Norimberk |
| 1936 – 1937                  | 1. FC Norimberk (3)      | Finále                          | FC Schalke 04   |
| 1937 – 1938                  | 1. FC Norimberk (4)      | Skupina D (2. místo)            | Hannover 96     |
| 1938 – 1939                  | 1. FC Schweinfurt 05 (1) | Skupina 2b (2. místo)           | FC Schalke 04   |
| 1939 – 1940                  | 1. FC Norimberk (5)      | Skupina 4 (2. místo)            | FC Schalke 04   |
| 1940 – 1941                  | TSV 1860 München (1)     | Skupina 4 (2. místo)            | SK Rapid Wien   |
| 1941 – 1942                  | 1. FC Schweinfurt 05 (1) | Osmifinále                      | FC Schalke 04   |

### Gauliga Nordbayern (1942 – 1945)
Zdroj: 
| Gauliga Nordbayern (1942 – 1945)                                                                         |                     |                                 |               |
| Ročník                                                                                                   | Vítěz Gauligy       | Umístění v německém mistrovství | Německý mistr |
| 1942 – 1943                                                                                              | 1. FC Norimberk (1) | 1. kolo                         | Dresdner SC   |
| 1943 – 1944                                                                                              | 1. FC Norimberk (2) | Semifinále                      | Dresdner SC   |
| • Gauliga byla v sezóně 1944/45 zrušena, a to kvůli přesunutí bojů druhé světové války na území Německa. |                     |                                 |               |

### Gauliga Südbayern (1942 – 1945)
Zdroj: 
| Gauliga Südbayern (1942 – 1945)                                                                          |                       |                                 |               |
| Ročník                                                                                                   | Vítěz Gauligy         | Umístění v německém mistrovství | Německý mistr |
| 1942 – 1943                                                                                              | TSV 1860 München (1)  | Čtvrtfinále                     | Dresdner SC   |
| 1943 – 1944                                                                                              | FC Bayern Mnichov (1) | 1. kolo                         | Dresdner SC   |
| • Gauliga byla v sezóně 1944/45 zrušena, a to kvůli přesunutí bojů druhé světové války na území Německa. |                       |                                 |               |